# J'aime travailler

J'aime travailler (titre original : Mi piace lavorare (Mobbing)) est un film italien réalisé par Francesca Comencini, sorti en 2004.

## Synopsis
Anna vit avec sa fille Morgana, et travaille au service comptabilité d'une grande société. Elle s'investit dans son travail, est appréciée par ses collègues et les partenaires de l'entreprise. Mais un jour, sa société est rachetée par une multinationale.
À cette occasion, la direction organise une fête. Le nouveau chef du personnel salue tous les employés, à l'exception d'Anna.

## Fiche technique
- Titre français : J'aime travailler
- Titre original : Mi piace lavorare (Mobbing)
- Réalisation : Francesca Comencini
- Scénariste : Francesca Comencini
- Producteur : Donatella Botti
- Société de production : BIM Distribuzione
- Musique originale : Gianni Coscia, Gianluigi Trovesi
- Directeur de la photographie : Luca Bigazzi
- Montage : Massimo Fiocchi
- Ingénieur du son : Alberto Amato
- Durée : 89 minutes
- Pays de production :  Italie
- Dates de sortie :
  - Italie : 13 février 2004
  - France : 9 mars 2005

## Distribution
- Nicoletta Braschi : Anna
- Camille Dugay Comencini  : Morgana
- Rosa Matteucci : Medico fiscale
- Alessio Sperati : Barman